# Campionat del Món d'atletisme en pista coberta de 2016
El Campionat del Món d'atletisme en pista coberta de 2016 és la setzena edició del Campionat del Món d'atletisme en pista coberta i es disputà entre els dies 17 i 20 de març a l'Oregon Convention Center de Portland, Estats Units.

## Calendari
| S                                       | Sèries | Q | Qualificació | ½ | Semifinals | F | Final |
| M = Sessió matinal, T = Sessió de tarda |        |   |              |   |            |   |       |

| Data →            | 17 març | 18 març | 18 març | 18 març | 19 març | 19 març | 20 març | 20 març |
| Prova ↓           | T       | M       | T       | T       | M       | T       | M       | M       |
| ----------------- | ------- | ------- | ------- | ------- | ------- | ------- | ------- | ------- |
| 60 m              |         |         | ½       | F       |         |         |         |         |
| 400 m             |         |         | ½       | ½       |         | F       |         |         |
| 800 m             |         |         |         |         |         | F       |         |         |
| 1.500 m           |         |         |         |         |         |         | F       | F       |
| 3.000 m           |         |         |         |         |         |         | F       | F       |
| 60 m tanques      |         |         |         |         |         |         | ½       | F       |
| 4 × 400 m         |         |         |         |         |         |         | F       | F       |
| Salt de llargada  |         |         |         |         |         |         | F       | F       |
| Triple salt       |         |         |         |         |         | F       |         |         |
| Salt d'alçada     |         |         |         |         |         | F       |         |         |
| Salt de perxa     | F       |         |         |         |         |         |         |         |
| Llançament de pes |         |         | F       | F       |         |         |         |         |
| Heptatló          |         | F       | F       | F       | F       | F       |         |         |

| Data →            | 17 març | 18 març | 18 març | 18 març | 19 març | 19 març | 19 març | 20 març |
| Event ↓           | T       | M       | T       | T       | M       | T       | T       | M       |
| ----------------- | ------- | ------- | ------- | ------- | ------- | ------- | ------- | ------- |
| 60 m              |         |         |         |         |         | ½       | F       |         |
| 400 m             |         |         | ½       | ½       |         | F       | F       |         |
| 800 m             |         |         |         |         |         |         |         | F       |
| 1.500 m           |         |         |         |         |         | F       | F       |         |
| 3.000 m           |         |         |         |         |         |         |         | F       |
| 60 m tanques      |         |         | ½       | F       |         |         |         |         |
| 4 × 400 m         |         |         |         |         |         |         |         | F       |
| Salt de llargada  |         |         | F       | F       |         |         |         |         |
| Triple salt       |         |         |         |         | F       |         |         |         |
| Salt d'alçada     |         |         |         |         |         |         |         | F       |
| Salt de perxa     | F       |         |         |         |         |         |         |         |
| Llançament de pes |         |         |         |         |         | F       | F       |         |
| Pentatló          |         | F       | F       | F       |         |         |         |         |

## Medallistes

### Categoria masculina
| Proves                 | Or                                                                                | Or          | Plata                                                                 | Plata       | Bronze                                                                                 | Bronze      |
| 60 metres              | Trayvon Bromell (EUA)                                                             | 6.47 PB     | Asafa Powell (JAM)                                                    | 6.50        | Ramon Gittens (BAR)                                                                    | 6.51 NR     |
| 400 metres             | Pavel Maslák (CZE)                                                                | 45.44       | Abdalelah Haroun (QAT)                                                | 45.59 SB    | Deon Lendore (TTO)                                                                     | 46.17       |
| 800 metres             | Boris Berian (EUA)                                                                | 1:45.83 SB  | Antoine Gakeme (BDI)                                                  | 1:46.65 SB  | Erik Sowinski (EUA)                                                                    | 1:47.22     |
| 1500 metres            | Matthew Centrowitz (EUA)                                                          | 3:44.22     | Jakub Holuša (CZE)                                                    | 3:44.30     | Nick Willis (NZL)                                                                      | 3:44.37     |
| 3000 metres            | Yomif Kejelcha (ETH)                                                              | 7:57.21     | Ryan Hill (EUA)                                                       | 7:57.39     | Augustine Kiprono Choge (KEN)                                                          | 7:57.43     |
| 60 metres tanques      | Omar McLeod (JAM)                                                                 | 7.41 WL     | Pascal Martinot-Lagarde (FRA)                                         | 7.46 SB     | Dimitri Bascou (FRA)                                                                   | 7.48        |
| 4 × 400 metres relleus | Estats UnitsKyle Clemons · Calvin Smith · Christopher Giesting · Vernon Norwood · | 3:02.45 WL  | BahamesMichael Mathieu · Alonzo Russell · Shavez Hart · Chris Brown · | 3:04.75 NR  | Trinitat i Tobago Jarrin Solomon · Lalonde Gordon · Ade Alleyne-Forte · Deon Lendore · | 3:05.51 NR  |
| Salt d'alçada          | Gianmarco Tamberi (ITA)                                                           | 2.36 m      | Robert Grabarz (GBR)                                                  | 2.33 m SB   | Erik Kynard (EUA)                                                                      | 2.33 m SB   |
| Salt de perxa          | Renaud Lavillenie (FRA)                                                           | 6.02 m CR   | Sam Kendricks (EUA)                                                   | 5.80 m      | Piotr Lisek (POL)                                                                      | 5.75 m      |
| Salt de llargada       | Marquis Dendy (EUA)                                                               | 8.26 m      | Fabrice Lapierre (AUS)                                                | 8.25 m AR   | Changzhou Huang (CHN)                                                                  | 8.21 m PB   |
| Triple salt            | Dong Bin (CHN)                                                                    | 17.33 m     | Max Hess (GER)                                                        | 17.14 m PB  | Benjamin Compaoré (FRA)                                                                | 17.09 m SB  |
| Llançament de pes      | Tomas Walsh (NZL)                                                                 | 21.78 m WL  | Andrei Gag (ROU)                                                      | 20.89 m SB  | Filip Mihaljević (CRO)                                                                 | 20.87 m PB  |
| Heptatló               | Ashton Eaton (EUA)                                                                | 6470 pts WL | Oleksiy Kasyanov (UKR)                                                | 6182 pts SB | Mathias Brugger (GER)                                                                  | 6126 pts PB |

### Categoria femenina
| Proves                 | Or                                                                               | Or          | Plata                                                                            | Plata       | Bronze                                                                       | Bronze      |
| 60 m                   | Barbara Pierre (EUA)                                                             | 7.02        | Dafne Schippers (NED)                                                            | 7.04        | Elaine Thompson (JAM)                                                        | 7.06        |
| 400 metres             | Kemi Adekoya (BHR)                                                               | 51.45       | Ashley Spencer (EUA)                                                             | 51.72       | Quanera Hayes (EUA)                                                          | 51.76       |
| 800 metres             | Francine Niyonsaba (BDI)                                                         | 2:00.01 WL  | Ajee' Wilson (EUA)                                                               | 2:00.27     | Margaret Wambui (KEN)                                                        | 2:00.44 PB  |
| 1500 metres            | Sifan Hassan (NED)                                                               | 4:04.96     | Dawit Seyaum (ETH)                                                               | 4:05.30     | Gudaf Tsegay (ETH)                                                           | 4:05.71     |
| 3000 metres            | Genzebe Dibaba (ETH)                                                             | 8:47.43     | Meseret Defar (ETH)                                                              | 8:54.26     | Shannon Rowbury (EUA)                                                        | 8:55.55     |
| 60 metres tanques      | Nia Ali (EUA)                                                                    | 7.80 SB     | Brianna Rollins (EUA)                                                            | 7.82        | Tiffany Porter (GBR)                                                         | 7.90        |
| 4 × 400 metres relleus | Estats UnitsNatasha Hastings · Jernail Hayes · Courtney Okolo · Ashley Spencer · | 3:26.38 WL  | PolòniaEwelina Ptak · Małgorzata Hołub · Magdalena Gorzkowska · Justyna Święty · | 3:31.15 SB  | RomaniaAdelina Pastor · Elena Mirela Lavric · Andrea Miklós · Bianca Răzor · | 3:31.51 SB  |
| Salt d'alçada          | Vashti Cunningham (EUA)                                                          | 1.96 m      | Ruth Beitia (ESP)                                                                | 1.96 m      | Kamila Lićwinko (POL)                                                        | 1.96 m      |
| Salt de perxa          | Jennifer Suhr (EUA)                                                              | 4.90 m CR   | Sandi Morris (EUA)                                                               | 4.85 m      | Ekateríni Stefanidi (GRE)                                                    | 4.80 m      |
| Salt de llargada       | Brittney Reese (EUA)                                                             | 7.22 m WL   | Ivana Španović (SRB)                                                             | 7.07 m NR   | Lorraine Ugen (GBR)                                                          | 6.93 m NR   |
| Triple salt            | Yulimar Rojas (VEN)                                                              | 14.41 m     | Kristin Gierisch (GER)                                                           | 14.30 m SB  | Paraskevi Papachristou (GRE)                                                 | 14.15 m     |
| Llançament de pes      | Michelle Carter (EUA)                                                            | 20.21 m WL  | Anita Márton (HUN)                                                               | 19.33 m NR  | Valerie Adams (NZL)                                                          | 19.25 m     |
| Pentatló               | Brianne Theisen-Eaton (CAN)                                                      | 4881 pts AR | Anastasiya Mokhnyuk (UKR)                                                        | 4847 pts PB | Alina Fyodorova (UKR)                                                        | 4770 pts PB |

## Medaller
| Posició | País              | Or | Plata | Bronze | Total |
| 1       | Estats Units      | 13 | 6     | 4      | 23    |
| 2       | Etiòpia           | 2  | 2     | 1      | 5     |
| 3       | França            | 1  | 1     | 2      | 4     |
| 4       | Jamaica           | 1  | 1     | 1      | 3     |
| 5       | Burundi           | 1  | 1     | 0      | 2     |
| 5       | Txèquia           | 1  | 1     | 0      | 2     |
| 5       | Països Baixos     | 1  | 1     | 0      | 2     |
| 8       | Nova Zelanda      | 1  | 0     | 2      | 3     |
| 9       | R.P. de la Xina   | 1  | 0     | 1      | 2     |
| 10      | Bahrain           | 1  | 0     | 0      | 1     |
| 10      | Canadà            | 1  | 0     | 0      | 1     |
| 10      | Itàlia            | 1  | 0     | 0      | 1     |
| 10      | Veneçuela         | 1  | 0     | 0      | 1     |
| 14      | Alemanya          | 0  | 2     | 1      | 3     |
| 14      | Ucraïna           | 0  | 2     | 1      | 3     |
| 16      | Regne Unit        | 0  | 1     | 2      | 3     |
| 16      | Polònia           | 0  | 1     | 2      | 3     |
| 18      | Romania           | 0  | 1     | 1      | 2     |
| 19      | Austràlia         | 0  | 1     | 0      | 1     |
| 19      | Bahames           | 0  | 1     | 0      | 1     |
| 19      | Espanya           | 0  | 1     | 0      | 1     |
| 19      | Hongria           | 0  | 1     | 0      | 1     |
| 19      | Qatar             | 0  | 1     | 0      | 1     |
| 19      | Sèrbia            | 0  | 1     | 0      | 1     |
| 25      | Grècia            | 0  | 0     | 2      | 2     |
| 25      | Kenya             | 0  | 0     | 2      | 2     |
| 25      | Trinitat i Tobago | 0  | 0     | 2      | 2     |
| 28      | Barbados          | 0  | 0     | 1      | 1     |
| 28      | Croàcia           | 0  | 0     | 1      | 1     |
| Total   | Total             | 26 | 26    | 26     | 78    |